# حزب العمل الشيوعي
حزب العمل الشيوعي هو حزب يساري سوري معارض تأسّس في منتصف السبعينات تحت اسم رابطة العمل الشيوعي ثم تحول إلى حزب العمل الشيوعي.
من أبرز أعضائه عبد العزيز الخير وفاتح جاموس وأصلان عبد الكريم الذين نشطوا سرًا في عقد الثمانينات، وقمعهم نظام الرئيس حافظ الأسد بشدة ثم استمرّ مسلسل القمع طيلة عهد الأسد الابن.
بتاريخ يوم الخميس الموافق لـ 21 أيار/مايو 2009 أقدمت دورية أمنية من فرع الأمن السياسي في محافظة حماة على مداهمة منزل الناشط توفيق عمران في الصبورة-محافظة حماه وقامت باعتقال المواطنين التالية أسمائهم وذلك دون مذكرة قانونية وهم:
- حسن زهرة (أبو عصام) وُلدَ في السلمية عام 1946، هو رجل أعمال. يعاني من عدة أمراض وبات اليوم مُعْتِقَلْ سياسي سابق بتهمة الانتماء لحزب العمل الشيوعي في سورية ما بين عام 1978 – 1980 وكان قد أفرج عنه بسبب مرض عضال بموجب العفو الرئاسي وفق المرسوم التشريعي رقم 22 القاضي بمنح عفو عام عن الجرائم المرتكبة قبل 23 فبراير 2010.[4]
- عباس عباس (أبو حسين) من مواليد عام 1945، رجل أعمال ولديه ثلاثة أطفال صغار ولا يوجد أي معيل لعائلته غيره. باتَ اليوم معتقل سياسي سابق منذ عام 1978 – 1980 وذلك بتهمة الانتماء لرابطة العمل الشيوعي.[5]
- أحمد يوسف النيحاوي من أهالي وسكان منطقة الغاب التابعة لمحافظة حماه من مواليد 1963، متزوج ولديه ثلاثة أولاد وهو المعيل الوحيد لأسرته. بات معتقلا سياسيًا سابقًا بعدما قضى ثماني سنوات في السجن بتهمة الانتماء لحزب العمل الشيوعي في سورية.[6]
- غسان أحمد حسن «الزاورجي» ولد عام 1967 من أهالي وسكان منطقة سلحب التابعة لمحافظة حماه، ولديه طفلين وهو كذلك المعيل الوحيد لأسرته. يُعدّ معتقلا سياسيا سابقا بتهمة الانتماء لحزب العمل الشيوعي في سورية.[7]

- توفيق عمران من مواليد 1950 مقيم في الصبورة، لديه ستة أولاد وهو المعيل الوحيد لأسرته. معتقل سياسي سابق بتهمة الانتماء لحزب العمل الشيوعي في سورية.[8]